# Endel Puusepp
Endel Puusepp o Endel Pusep (en rus: Эндель Карлович Пусэп) (1 de maig, 1909 - 18 de juny, 1996) va ser un pilot estonià - soviètic de la Segona Guerra Mundial. Va realitzar amb èxit més de 30 missions de bombardeig nocturn contra l'Alemanya nazi.
Va rebre el premi de l'Heroi de la Unió Soviètica per fer volar una delegació soviètica d'alt rang des de Moscou a Washington DC i tornar, amb l'objectiu de negociar l'obertura del Front Occidental.